# Bent Out of Shape
Bent Out of Shape je sedmé studiové album britské rockové skupiny Rainbow z roku 1983. Nahráno bylo během května a června toho roku v kodaňském studiu Sweet Silence Studios. Producentem alba je baskytarista Roger Glover a jeho obal vytvořil výtvarník Storm Thorgerson. V žebříčku Billboard 200 se album umístilo na 34. příčce. Jedinou změnou v sestavě oproti předchozímu albu Straight Between the Eyes je post bubeníka: Bobbyho Rondinelliho zde nahradil Chuck Burgi. Jde o poslední nahrávku před rozpadem skupiny v roce 1984; kytarista Ritchie Blackmore skupinu v devadesátých letech s novými hudebníky obnovil a vydal ještě jedno studiové album předtím, než se v roce 1997 definitivně rozpadla.

## Seznam skladeb
| Strana 1 (LP) | Strana 1 (LP)                  | Strana 1 (LP)                              | Strana 1 (LP) |
| Pořadí        | Název                          | Autor                                      | Délka         |
| ------------- | ------------------------------ | ------------------------------------------ | ------------- |
| 1.            | Stranded                       | Ritchie Blackmore, Joe Lynn Turner         | 4:25          |
| 2.            | Can't Let You Go               | Blackmore, Turner, David Rosenthal (úvod)  | 4:19          |
| 3.            | Fool for the Night             | Blackmore, Turner                          | 4:03          |
| 4.            | Fire Dance                     | Blackmore, Turner, Roger Glover, Rosenthal | 4:27          |
| 5.            | Anybody There (instrumentální) | Blackmore                                  | 2:37          |

| Strana 2 (LP) | Strana 2 (LP)            | Strana 2 (LP)                     | Strana 2 (LP) |
| Pořadí        | Název                    | Autor                             | Délka         |
| ------------- | ------------------------ | --------------------------------- | ------------- |
| 6.            | Desperate Heart          | Blackmore, Turner                 | 4:00          |
| 7.            | Street of Dreams         | Blackmore, Turner                 | 4:24          |
| 8.            | Drinking with the Devil  | Blackmore, Turner                 | 3:41          |
| 9.            | Snowman (instrumentální) | Howard Blake, Blackmore (aranžmá) | 4:30          |
| 10.           | Make Your Move           | Blackmore, Turner                 | 3:55          |

## Obsazení
- Joe Lynn Turner – zpěv
- Ritchie Blackmore – kytara
- Roger Glover – baskytara, perkuse
- David Rosenthal – klávesy
- Chuck Burgi – bicí